# Storbritanniens Grand Prix 1961
Storbritanniens Grand Prix 1961 var det femte av åtta lopp ingående i formel 1-VM 1961.  

## Resultat
1. Wolfgang von Trips, Ferrari, 9 poäng
2. Phil Hill, Ferrari, 6
3. Richie Ginther, Ferrari, 4
4. Jack Brabham, Cooper-Climax, 3
5. Joakim Bonnier, Porsche, 2
6. Roy Salvadori, Reg Parnell (Cooper-Climax), 1
7. Dan Gurney, Porsche
8. Bruce McLaren, Cooper-Climax
9. Tony Brooks, BRM-Climax
10. Innes Ireland, Lotus-Climax
11. Masten Gregory, Camoradi (Cooper-Climax)
12. Lorenzo Bandini, Scuderia Centro Sud (Cooper-Maserati)
13. Tony Maggs, Louise Bryden-Brown (Lotus-Climax)
14. Ian Burgess, Camoradi (Lotus-Climax)
15. Keith Greene, Gilby-Climax
16. Carel Godin de Beaufort, Ecurie Maarsbergen (Porsche)
17. Wolfgang Seidel, Scuderia Colonia (Lotus-Climax)

### Förare som bröt loppet
- Jim Clark, Lotus-Climax (varv 62, oljeläcka)
- Lucien Bianchi, BRP (Lotus-Climax) (45, växellåda)
- Stirling Moss, R R C Walker (Lotus-Climax) (44, bromsar)
- Graham Hill, BRM-Climax (43, motor)
- Giancarlo Baghetti, FISA/Scuderia Sant'Ambroeus (Ferrari) (27, olycka)
- Tony Marsh, Tony Marsh (Lotus-Climax) (25, tändning)
- John Surtees, Reg Parnell (Cooper-Climax) (23, differential)
- Tim Parnell, Tim Parnell (Lotus-Climax) (12, koppling)
- Jackie Lewis, H&L Motors (Cooper-Climax) (7, hantering)
- Gerry Ashmore, Gerry Ashmore (Lotus-Climax) (7, tändning)
- Henry Taylor, BRP (Lotus-Climax) (5, olycka)
- Massimo Natili, Scuderia Centro Sud (Cooper-Maserati) (0, växellåda)

### Förare som diskvalificerades
- Jack Fairman, R R C Walker (Ferguson-Climax) (varv 56, knuffades igång i depån)